# Бодянский, Павел Николаевич
Па́вел Никола́евич Бодя́нский (1857, Подольская губерния — 1922, Киев) — киевский педагог, преподаватель и инспектор Киевской 1-й гимназии, затем директор Киевской 3-й гимназии. Историк, пропагандист шашечной игры.

## Биография
Сын священника. Учился в Тульчинском духовном училище.
Окончил Подольскую духовную семинарию (1877) и историко-филологический факультет Киевского университета (1881). По окончании университета со степенью кандидата был оставлен для приготовления к профессорскому званию по кафедре всеобщей истории и пробыл стипендиатом до 1884 года.
С 1887 года работал в Киевской первой гимназии преподавателем латинского языка, затем преподавателем истории. Первый классный чин получил 6 апреля 1893 года. С 1907 года стал инспектором гимназии.
В «Повести о жизни» (книга «Далекие годы») К. Г. Паустовский неоднократно вспоминает П. Н. Бодянского:
Мы прошли через зал в кабинет к инспектору Бодянскому — тучному человеку в просторном, как дамский капот, форменном сюртуке. Бодянский положил мне на голову пухлую руку, долго думал, потом сказал: — Учись хорошо, а то съем!
Мама принужденно улыбнулась. Бодянский позвал сторожа Казимира и приказал ему отвести меня в приготовительный класс
Почти всегда в первых рядах победителей был гимназист с задорным вздернутым носом - будущий писатель Михаил Булгаков. Он врезался в бой в самые опасные места. Победа носилась следом за ним и венчала его золотым венком из его собственных растрепанных волос. Оболтусы из первого отделения боялись Булгакова и пытались опорочить его. После боя они распускали слухи, что Булгаков дрался незаконным приемом - металлической пряжкой от пояса. Но никто не верил этой злой клевете, даже инспектор Бодянский
И хотя воспоминания эти не точны (Паустовский был принят в гимназию в 1904 году, а Бодянский стал инспектором только в 1907), литературовед Лидия Яновская, изучавшая в киевских архивах историю Киевской первой гимназии в свете биографии М.Булгакова, считала их верными портретно:

Бодянский пришёл учителем в эту гимназию в 1887 году — задолго до начала ученических лет и Паустовского, и Булгакова, и даже до их рождения. Преподавал древние языки, в пору учения в гимназии Михаила Булгакова — историю, потом стал инспектором гимназии. И все это время заведовал ученической библиотекой для младших. А это значит, что книги ученик 1-го — 4-го классов Михаил Булгаков, а потом ученик 1-го — 4-го классов Константин Паустовский брали в гимназической библиотеке непосредственно из его рук.
В «Повести о жизни» фигура Бодянского излучает, дышит. Тучный, энергичный, подвижный, но не суетливый («Мы хохотали, прячась за поднятыми крышками парт, но через минуту в класс вкатился, задыхаясь, инспектор Бодянский…» — глава «„Живые“ языки»), со своим «страшным» голосом, которого боятся малыши («Инспектор Бодянский издал страшный звук носом, похожий на храп, — этим звуком он привык пугать кишат…» — глава «Осенние бои»), непритязательным юмором («Учись хорошо, а то съем!») и смеющимися глазами на строгом, хмурящемся лице, Бодянский, кажется, был немыслим без гимназии, так же, впрочем, как и гимназия — Киевская первая — была немыслима без него.
Звали его Павлом Николаевичем, в «Повести о жизни» он Павел Петрович. Но, несмотря на все изменения, был Бодянский, по-видимому, именно таким, каким его описал Паустовский…"

В другой своей работе, рассказывая о гимназических годах М. Булгакова, Л.Яновская сообщала о Бодянском также следующее:

Историк Бодянский (Булгаков тогда учился у него) провёл одиннадцать экскурсий со своими учениками — в Киево-Печерскую лавру и к Аскольдовой могиле, в церковь Спаса на Берестове и к Золотым воротам, в Музей древностей, к Цепному мосту, в Царский сад… («При обозрении всех этих достопримечательностей, — отметил Бодянский, — давались попутно и объяснения исторического содержания».)"

С 21 марта 1911 года он был директором 3-й Киевской гимназии; 1 января 1913 года был произведён в действительные статские советники. Был награждён орденами Св. Станислава 2-й ст. (1901), Св. Анны 2-й ст. (1905) и Св. Владимира 4-й ст. (1909), а также сербским орденом Белого орла 4-й степени.
Занимал должность секретаря киевского отделения «Общества классической филологии и педагогики».
Неоценим вклад Бодянского в развитие шашечного движения. Он организовал первые чемпионаты России: очные (Всероссийский шашечный турнир) и заочный (1896—1899), конкурсы решений задач и этюдов в журналах. Разрабатывал теорию игры, занимался шашечной композицией. Один из дебютов называется Игра Бодянского. Основал журнал «Шашки».

## Публикации
- Римские вакханалии и преследование их в VI веке от основания Рима. — Киев, 1882.
- История народного трибуната в период сословной борьбы в Риме // Университетские известия. — Киев, 1884—1886.
- Римское государственное право / Соч. П. Виллемса; Под ред. П.Н. Бодянского. Вып. 1-2. — Киев, 1888—1890.
- Сервий Туллий и его аграрная реформа. — Киев, 1890.
- Отчет о состоянии Киевской 1-й гимназии за 1889—90 учебный год. — Киев, 1890.
- Правила игры в русские шашки. — Киев, 1897.
- Экскурсия учеников Киевской 1-й гимназии в 1902 году — Киев, 1902.
- Римские вакханалии и преследование их в VI веке от основания Рима. — М.: URSS, 2016.